# Brownwood (Texas)
Brownwood è una città della contea di Brown, di cui ne è anche il capoluogo, nello Stato del Texas, negli Stati Uniti. Secondo il censimento del 2020, possedeva una popolazione di 18 862 abitanti.

## Geografia fisica
Secondo l'Ufficio del censimento degli Stati Uniti, ha una superficie totale di 14,86 mi² (38,49 km²).

## Storia
La città, così come la contea, prendono questo nome in onore di Henry Stevenson Brown, un comandante della battaglia di Velasco. Quando la contea è stata istituita nel 1857, il villaggio di Brownwood venne scelto come capoluogo della contea. L'anno successivo è stato aperto un ufficio postale. La città è stata riconosciuta nel 1884. Un anno dopo è stata costruita la linea ferroviaria della Gulf, Colorado and Santa Fe Railway. Altre due linee ferroviarie, quella della Fort Worth and Rio Grande Railway e della Brownwood North and South Railway, furono costruite, rispettivamente, nel 1891 e nel 1912; quest'ultima collegava Brownwood con il centro abitato di May, ma è stata dismessa nel 1927 a causa della mancanza di fondi.

## Società

### Evoluzione demografica
Secondo il censimento del 2020, la popolazione era di 18 862 abitanti. Al precedente censimento, quello del 2010, la popolazione era di 19 288 abitanti.

### Etnie e minoranze straniere
Secondo il censimento del 2020, la composizione etnica della città era formata dal 61,56% di bianchi, il 5,03% di afroamericani, lo 0,19% di nativi americani, lo 0,77% di asiatici, lo 0,14% di oceaniani, lo 0,35% di altre etnie e il 3,33% di due o più etnie. Ispanici o latinos di qualunque etnia erano il 28,63% della popolazione.